# Sidusa dominicana
Sidusa dominicana är en spindelart som beskrevs av Alexander Petrunkevitch 1914. Sidusa dominicana ingår i släktet Sidusa och familjen hoppspindlar. Inga underarter finns listade i Catalogue of Life.